# Budhigandaki
Der Budhigandaki (auch Budhi Gandaki oder Budhi Gandak) ist ein etwa 130 km langer rechter Nebenfluss des Trishuli in Nepal.
Der Budhigandaki entspringt bei Samagaun (Gorkha-Distrikt) im Himalaja nördlich des Manaslu. Er wird von mehreren Gletschern gespeist. Der Budhigandaki fließt anfangs in östlicher Richtung. Unterhalb von Prok trifft der Tom Khola, der vom tibetischen Hochland abfließt und eine Fläche von 1365 km² in der Volksrepublik China entwässert, von links auf den Budhigandaki. Der Budhigandaki wendet sich allmählich nach Südosten. Der Siyar Khola, der das Gebirgsmassiv des Ganesh Himal entwässert und das Tsum-Tal (Tsum Valley) durchfließt, mündet linksseitig in den Budhigandaki. Dieser wendet sich nun nach Süden und behält seine Fließrichtung etwa 90 km bis zu seiner Mündung bei. Nahe Salyantar trifft noch ein weiterer größerer Nebenfluss, die Akhu Khola, von links auf den Fluss. Schließlich erreicht der Budhigandaki den nach Westen strömenden Trishuli. Die letzten 40 km bildet der Fluss die Grenze zwischen dem Gorkha-Distrikt im Westen und dem Dhading-Distrikt im Osten. Der Budhigandaki hat eine Länge von etwa 150 km. Sein Einzugsgebiet umfasst 5370 km². Der mittlere Abfluss beträgt 195 m³/s.
Etwa 2 km oberhalb der Mündung ist ein Staudamm-Projekt mit einer Kraftwerksleistung von 600 MW geplant.
Der Budhigandaki ist ein Ziel für Rafting- und Kajaktouristen. Die Route beginnt unterhalb von Arughat Bazar und weist Stromschnellen der Schwierigkeit II – III+ auf.